# Tre Hjärtan (byggnad)
För fartyget, se Tre hjärtan

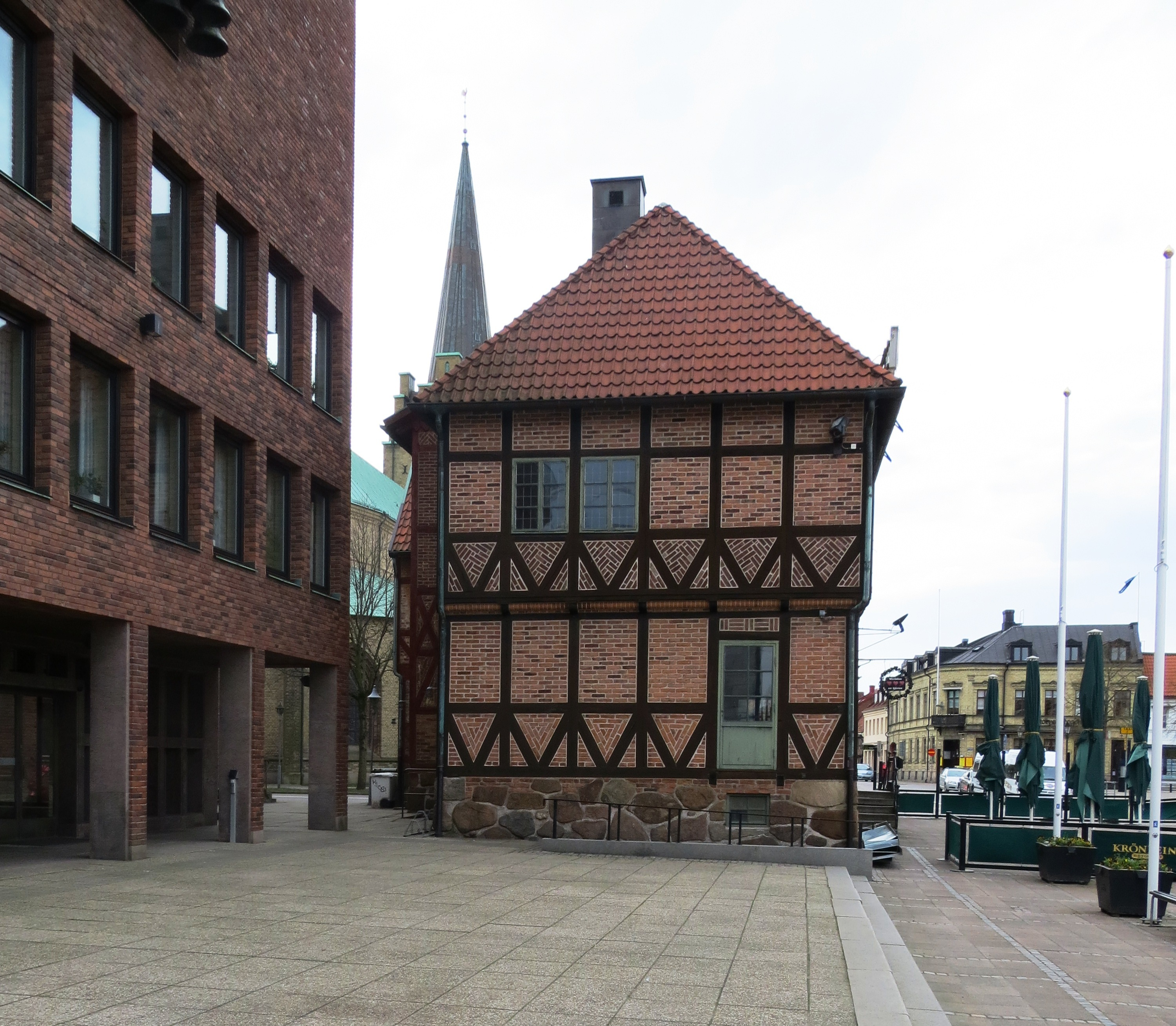
Tre hjärtan, med Halmstads rådhus till vänster

Tre Hjärtan är ett tvåvåningssäng korsvirkeshus vid Stora Torg i Halmstad, som uppfördes på 1700-talet. Det inrymde i fyra rum från 1774 Halmstads första sjukhus, vilket 1835 flyttade till den tidigare förvaltarbostaden vid Kronobränneriet på Söder. På 1860-talet uppfördes på Kronobränneriets granntomt Gamla lasarettet.
Byggnaden inköptes 1836 av Anders Julius Appeltofft, som dit förlade kontor och utskänkning för sitt nygrundade bryggeri, Appeltofftska bryggeriet, vilket hade bryggning i en intilliggande byggnad på Hospitalsgatan.
År 1898 flyttade Appeltofftska bryggeriet till nybyggda lokaler vid Västerkatt, vid nuvarande Bryggerigatan. Därefter har byggnaden använts bland annat som taxistation, konditori och restaurang.
Under 1930-talet revs den bredvidliggande, men aningen bakåt förskjutna, tvåvåningsbyggnaden, som då inrymde Håkanssons efterträdares konditori. Det gav plats åt Halmstads rådhus, invigt 1938. Rådhuset behöll då det rivna husets placering, tätt intill, men aningen bakom korsvirkeshuset sett från Stora Torg.

## Namnet
Halmstads stadsvapen fastställdes 1603 av kung Kristian IV av Danmark med tre krönta röda hjärtan. De röda hjärtana hade då sedan århundraden använts som symbol för hertigar och grevar av Halland, också danska riksvapen.
Appeltofftska bryggeriet använde också Tre hjärtan för sitt exportöl, Three Hearts Export, som lanserades 1955.